# La Rosière de Salency
Pour les articles homonymes, voir La Rosière.
La Rosière de Salency est une comédie en trois actes, mêlée d'ariettes, de Charles-Simon Favart, musique de Blaise, Philidor, Monsigny et Duni. Elle est représentée au château de Fontainebleau le 25 octobre 1769 et au Théâtre-Italien le 14 décembre.
L'histoire s'inspire de la fête de la rosière, tradition de la commune de Salency.
Le 18 janvier 1774, André Grétry faisait représenter à Fontainebleau une nouvelle version de la Rosière, sur un livret remanié par le marquis de Pezay.